# Hydrographer Islands
Die Hydrographer Islands (russisch Острова Гидрографов Ostrowa Gidrografow, deutsch ‚Hydrographeninseln‘, in Australien Gidrografov Islands) sind eine markante Inselgruppe vor der Küste des ostantarktischen Enderbylands. Sie liegen der Khmara Bay unmittelbar südlich der Sakellari-Halbinsel.
Teilnehmer einer sowjetischen Antarktisexpedition, welche die Gruppe auch benannten, fotografierten sie im März 1957. Weitere Luftaufnahmen entstanden im Dezember 1957 bei einer Kampagne im Rahmen der Australian National Antarctic Research Expeditions. Das Advisory Committee on Antarctic Names übertrug die russische Benennung im Jahr 1965 ins Englische.